# Куропати
Куропати (біл. Курапаты) — лісовий масив на північній околиці Мінська, білоруської столиці, де виявлено масові поховання людей, розстріляних НКВС СРСР упродовж 1937–1941 років. Кількість жертв радянської таємної поліції достеменно невідома і, за різними оцінками, може становити: до 7 тисяч осіб (згідно зі словами Генерального прокурора Білорусі О. Божелко), не менше 30 тисяч осіб (згідно з Генеральним прокурором БРСР Г. Тарнавським), до 100 тисяч осіб (згідно з довідником «Беларусь»), від 102 до 250 тисяч осіб (згідно зі статтею Зенона Позняка в газеті «Літаратура і мастацтва»), 250 тисяч осіб (згідно з професором Вроцлавського університету Здзиславом Вінницьким і більше (згідно з британським істориком Норманом Дейвісом).
З 1993 року урочище Куропати внесено до Державного списку історико-культурних цінностей Республіки Білорусь як місце поховань жертв політичних репресій 1930-1940-х років. Куропати мають статус історико-культурної цінності першої категорії, що, згідно з Законом Республіки Білорусь «Про охорону історико-культурної спадщини», відповідає категорії «найбільш унікальних цінностей, духовні, естетичні та документальні гідності яких  становлять міжнародний інтерес».
Є найвідомішим серед принаймні восьми місць масових розстрілів, які здійснював НКВС на території Мінська.

## Історія

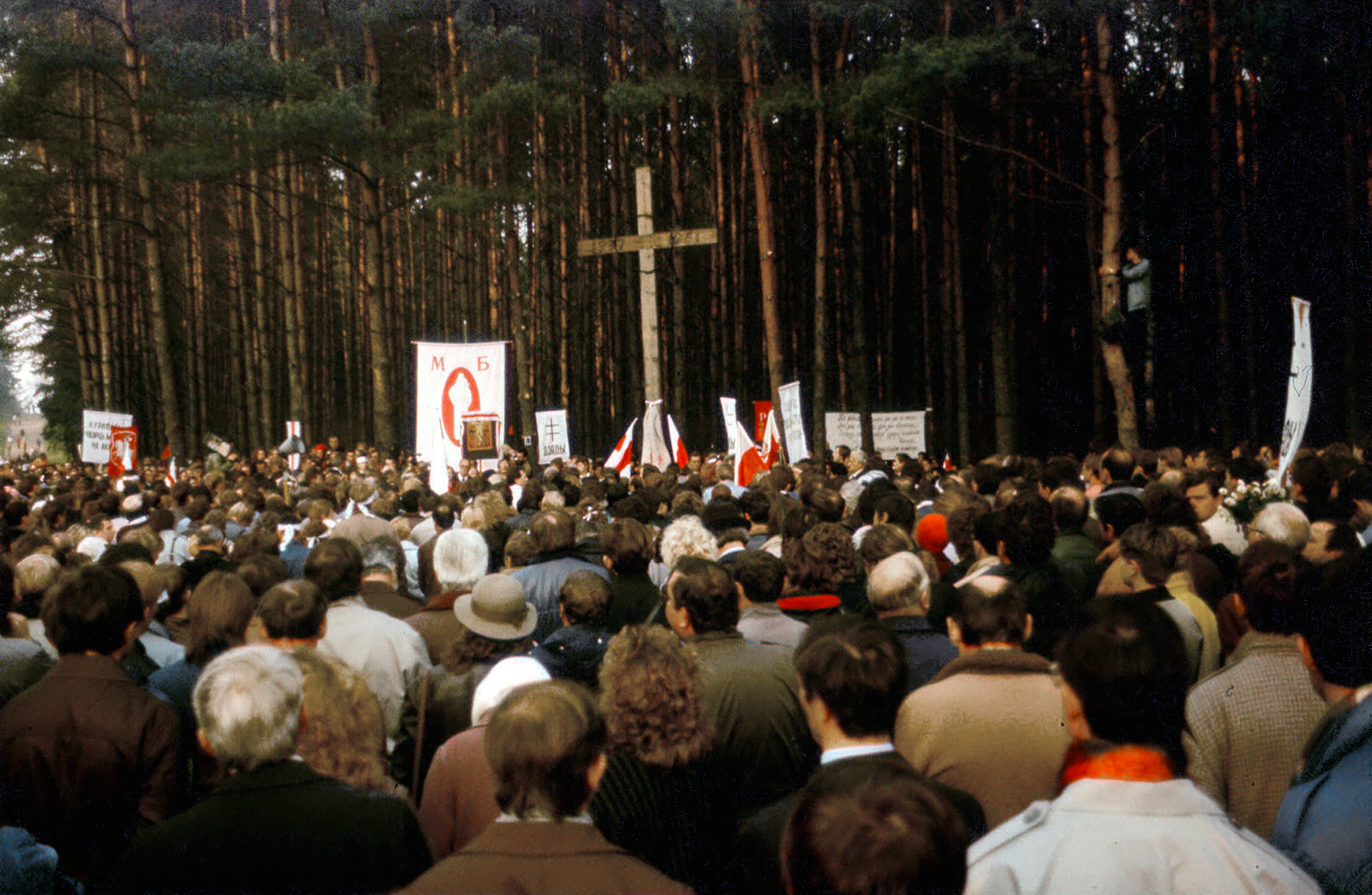
Мітинг у Куропатах, 1989 рік

3 червня 1988 року білоруська щотижнева газета «Література і мистецтво» надрукувала статтю-розслідування історика й археолога Зенона Позняка та інженера Євгена Шмигальова «Куропати — дорога смерті» (біл. Курапаты — дарога смерці). Збирання матеріалу для статті розгорнулось ще на початку 1970-х років, коли дослідники вперше задокументували свідчення мешканців села Зелений Луг та інших навколишніх населених пунктів, яким ще малими дітьми вдалось спостерігати масові вбивства. За даними місцевих, вони відбувались у період від 1937 до 1941 року кожного дня й ночі: жертв привозили на машинах і розстрілювали в лісі неподалік.
Лише в період «гласності» та «перебудови», коли стало відомо про справжні розміри сталінських злодіянь та місця страт його жертв, дослідники змогли вільно опублікувати цю інформацію. Стаття зумовила широку суспільну дискусію, було проведено перші поверхневі розкопки й виявлено факт таємного масового знищення людей поблизу села Цна-Йодкове. Місце стало всесвітньо відомим за назвою «Урочище Куропати».

### Розслідування

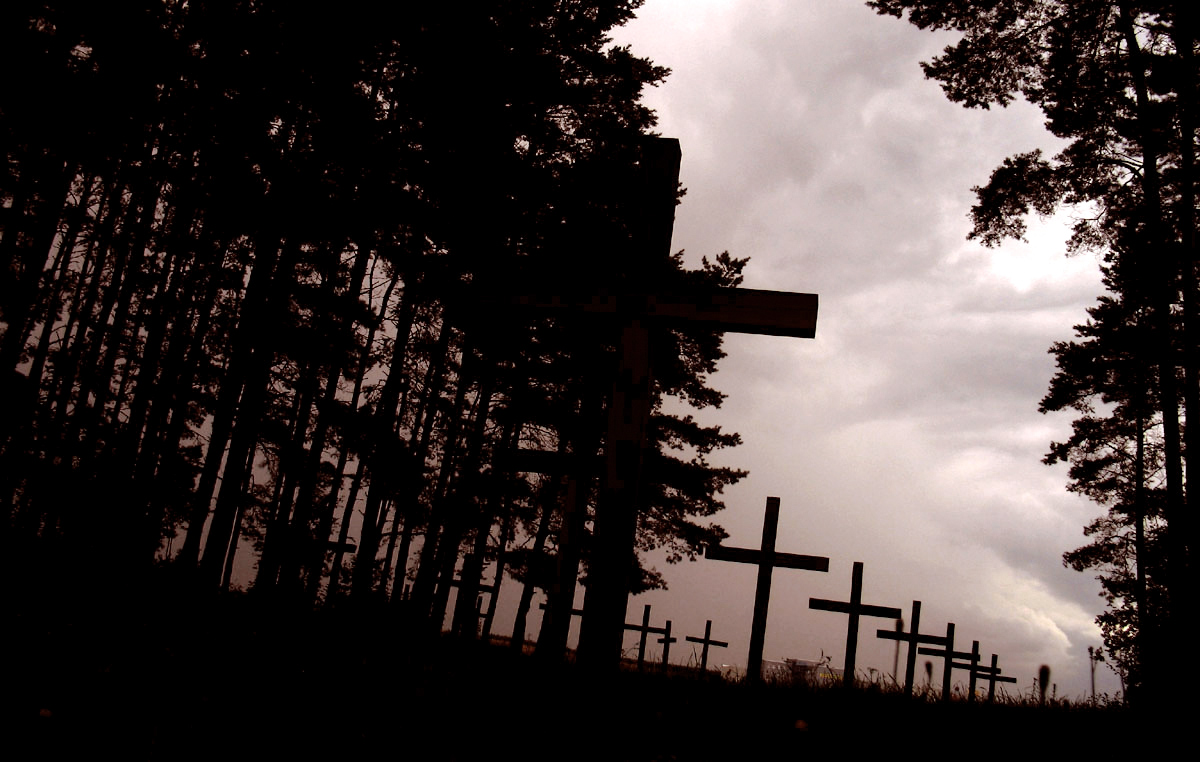
Контури хрестів в урочищі

На підставі опублікованої статті 14 червня 1988 року Прокуратура БРСР порушила кримінальну справу за фактом масових убивств. Під час слідства, на території близько 30 гектарів лісистої місцевості виявлено 510 поховань розмірами 2х3, 3х3, 4х4, 6х8 метрів і більше. У ході вибіркової ексгумації знайшли людські рештки (313 черепів, кістки скелетів, 340 зубних протезів з жовтого й білого металів), особисті речі (гребінці, зубні щітки, мильниці, гаманці, взуття, залишки одягу), а також 177 гільз і 28 куль. 164 револьверні гільзи й 21 куля, стріляна з револьвера системи «Наган», 1 гільза — з пістолета «ТТ» — штатної зброї співробітників НКВС. Також знайдено декілька стріляних гільз від пістолетів систем «Браунінг» і «Вальтер», що випускалися зокрема до 1941 року. Нерідко такою зброєю нагороджували керівний склад НКВС. Виявлений шкіряний гаманець містив радянські монети, найновіша з яких датувалася 1936 роком, а знайдені гумові калоші мали штамп фабрики «1937». Предмети засвідчили, що вбиті походили здебільшого з Білорусі, і дехто, найімовірніше, з балтійських країн. 55 свідків із сіл Цна-Йодкове, Підболоття, Дроздове засвідчили, що в 1937—1941 роках співробітники НКВС привозили в Куропати людей на закритих машинах і розстрілювали їх. Також існують свідчення і співробітників НКВС, що в урочищі проводилися розстріли.
Перше слідство за фактом масових розстрілів закінчилася в листопаді 1988 року й оцінило кількість убитих у не менш ніж 30 тисяч осіб. Таку цифру озвучив Генеральний прокурор Білоруської РСР Георгій Тарнавський. Після завершення слідчих дій республіканська прокуратура оприлюднила постанову про припинення кримінальної справи щодо Куропат: «…Точно доведено, що розстріли страчених здійснювали співробітники комендатури НКВС БРСР …Беручи до уваги, що винні в цих репресіях керівники НКВС БРСР та інші особи засуджені до смертного покарання або до цього часу померли, на підставі вищевказаного, керуючись ст. 208, п. 1 і ст. 5, п. 8 КПК БРСР, кримінальну справу, заведену за фактом виявлення поховань в лісовому масиві Куропати, припинено. Знайдені під час ексгумації поховань предмети одягу, взуття і т. п. як речі, що не мають цінності, знищити.».
Опублікування результатів слідства про здійснення розстрілів співробітниками НКВС викликало хвилю обурення ветеранів органів НКВС та інших незгодних з результатами слідства людей, які написали низку листів до ЦК КПРС в Москву про можливі фальсифікації результатів розслідувань. Комісії з Генеральної прокуратури СРСР двічі приїжджали для перевірки фактів проведення розстрілів органами НКВС і знаходили їм підтвердження.
Протягом 1990-х років слідство у справі кілька разів розпочиналося знову. З'явилися твердження, що розстріли були начебто організовані німецькими окупантами в роки Другої світової війни, але всі їх оскаржено пізніше.
На підтримку версій про «німецький слід» було утворено громадську комісію з розслідування злочинів у Куропатах під керівництвом Корзуна, яка зібрала і в червні 1991 року направила в прокуратуру СРСР матеріали, які нібито доводили, що в Куропатах перебувають останки жертв німецьких окупантів. Однак факти, викладені у зверненні громадської комісії, не знайшли підтвердження. У лютому 1992 року на вимогу громадської комісії слідство було відновлено, але воно підтвердило висновки державної комісії.
1993 року громадська комісія вчергове звернулася до Верховної Ради Республіки Білорусь з пропозицією переглянути висновки державної комісії при розслідуванні подій в Куропатах, в результаті чого проведено ще одне розслідування. Серед інших розглядалася версія розстрілів євреїв гітлерівцями. З метою перевірки цієї версії зроблено запити в Єрусалимський Інститут Голокосту Яд Вашем, де зібрано найповнішу інформацію про репресії щодо євреїв. Як місця розстрілу єврейського населення Мінськ, Дрозди, Масюковщина, Куропати, Цна-Йодкове, Зелений Луг не значилися. Також не було відомостей про розстріли в Куропатах і в німецьких архівах. Згідно з висновками німецьких експертів, метод поховань у Куропатах не є гітлерівським: ті зазвичай копали великі могили — довжиною до 50-60 метрів, у жертв при цьому забирали одяг і особисті речі, знімали золоті коронки.
У середині 1990-х років генеральний прокурор Білорусі Олег Божелко заявив, що в результаті нового розслідування виявлено, що в Куропатах загинули не більш за 7 тисяч осіб.

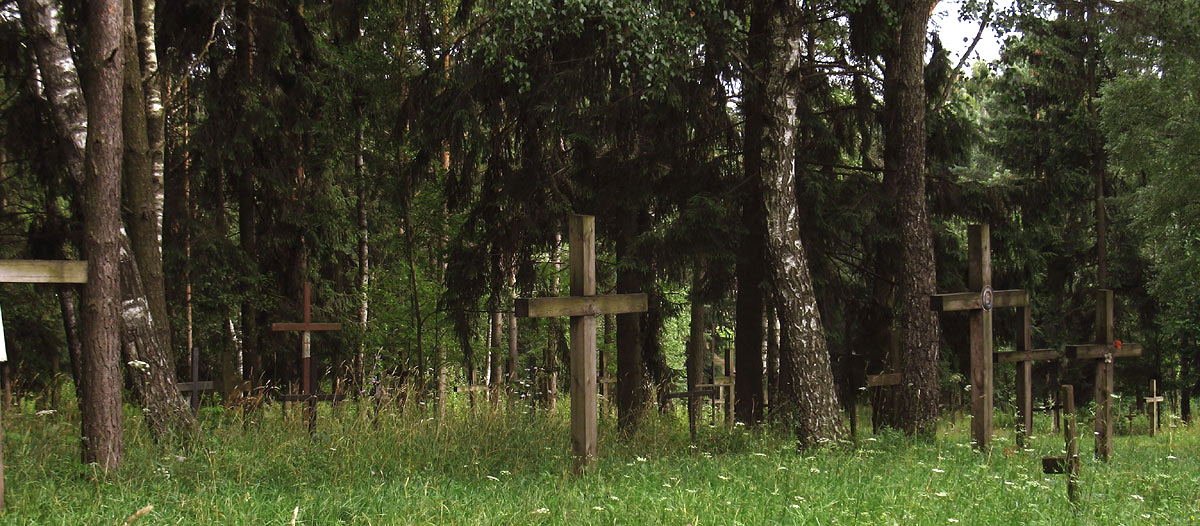
Куропатський ліс

1998 року прийнято рішення про початок нового, четвертого розслідування, яке проводилося з метою перевірки висновків попередніх комісій. Розслідування було доручено старшому помічнику військового прокурора Білорусі Віктору Сомову. Воно закінчилося 1999 року та підтвердило, що масові розстріли в Куропатах виконували органи НКВС від другої половини 1930-х років до початку війни з Німеччиною. Версія про розстріли населення німцями знову не знайшла підтвердження. У перебігу слідства виявлено найбільше з усіх знайдених у Куропатах поховань, де були залишки понад 300 осіб. Вперше за всю історію розкопок у Куропатах знайдено речові докази з конкретними датами й прізвищами, які свідчили про те, що розстріли здійснювалися до війни. У похованні N30 знайшли тюремні квитанції про відібрання під час арешту цінних речей, видані 10 червня 1940 Мойші Крамеру і Мордехаю Шулескесу.
Проте, згідно з кандидатом історичних наук Андрієм Метельським, останнє дослідження Куропат, яке 1997 року провели історики Національної академії наук Білорусі, співробітники прокуратури, КДБ і представники громадськості, за підсумками якого прийнято одноголосно висновок про те, що розстріли в Куропати здійснював НКВС, не отримало відповідної публічності. Метельському пощастило побачити лист із Генпрокуратури до Адміністрації президента з пропозицією «матеріали слідства не розголошувати та до відома громадськості не доводити».

## Жертви

### Число жертв

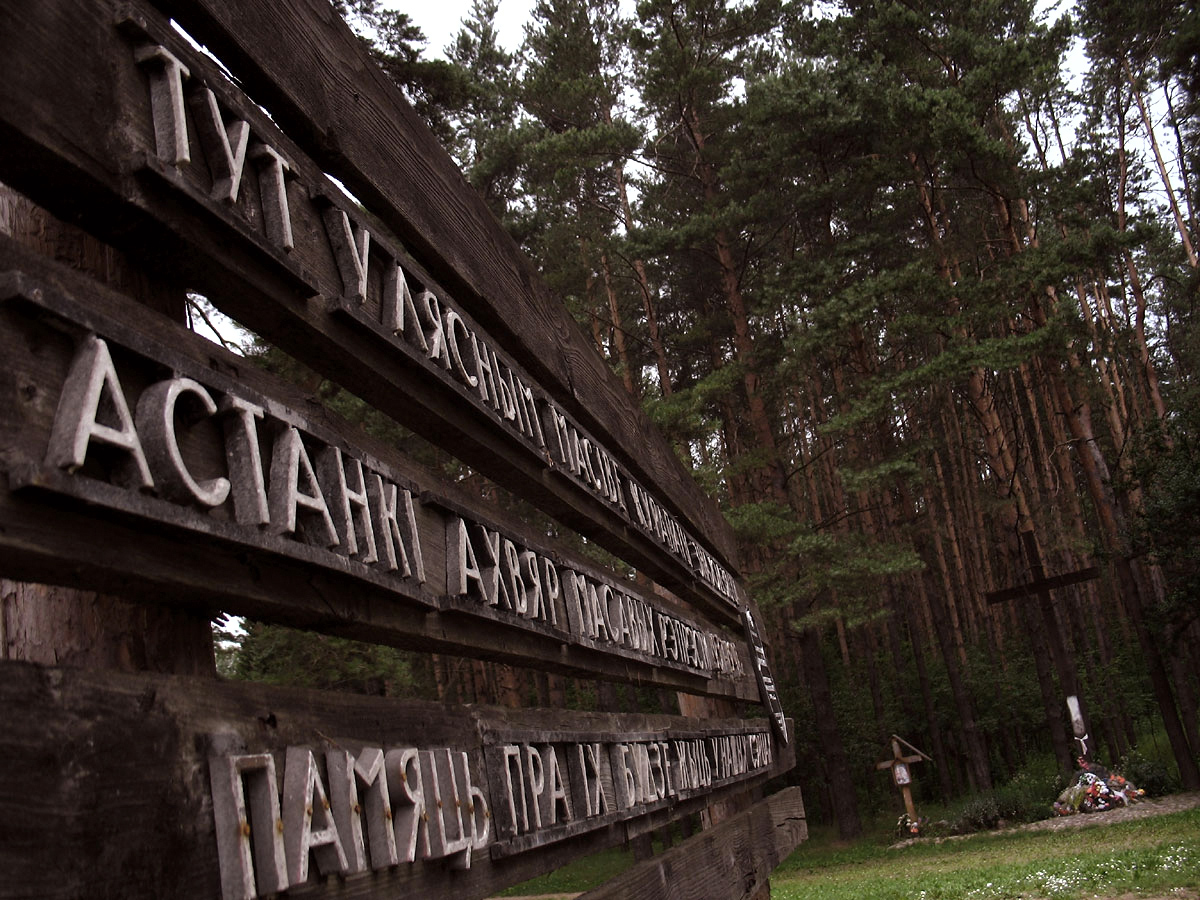
Меморіальна дошка пам'яті жертв репресій

Кількість жертв у Куропатах точно не з'ясовано: архіви КДБ Білорусі, що стосуються Куропат, засекречено. Існують різні версії та оцінки.
У статті «Шумлять над могилою сосни…» Зенона Позняка, надрукованій у газеті «Літаратура і мастацтва» 16 вересня 1988 року, після проведення власних розкопок і досліджень автор робить висновок, що кількість жертв може становити 102 тисячі осіб. Позняк зазначає, що справжня цифра похованих в Куропатах може досягати 220—250 тисяч осіб, бо існують могили, більші за розмірами від досліджених, а також багато могил зникло під час прокладання Мінської кільцевої дороги наприкінці 1950-х — початку 1960-х років, газотраси й вирубки лісу навколо неї в березні-травні 1988 року, а також, можливо, під час вирубки й посадки лісу на цьому місці в 1940-х роках. Розкопки, проведені в липні 1988 року, на основі яких робилася ця оцінка кількості жертв, є першою відомою ексгумацією в Куропатах. Разом із цим дослідники у своєму звіті звертають увагу на те, що до цих розкопок у Куропатах уже проводилася ексгумація і певні частини поховань уже були вибрані, про що свідчить значне розходження між кількістю знайдених черепів і кількістю виявлених пар стегнових кісток. За попередньої ексгумації з ям вибрано значний об'єм похоронного шару небіжчиків, але поховання було засипано недостатньою кількістю ґрунту, внаслідок чого всі 510 виявлених могил мали западини глибиною від 0,18 до 0,65 м від лінії країв могили. На думку Позняка, частина трупів могла бути забрана з Куропат після наказу вищого керівництва СРСР в 1940-х — 1950-х роках, коли набув розголосу випадок розстрілів польських офіцерів у Катині органами НКВС.
Перше слідство за фактом масових розстрілів закінчилося в листопаді 1988 року, і за його результатами Генеральний прокурор БРСР Г. Тарнавський повідомив, що в Куропатах поховано не менше 30 тисяч осіб. До такої ж цифри можна прийти, аналізуючи результати комплексної судово-медичної та криміналістичної експертизи, яка виявила, що в 6 досліджених похованнях знайдено залишки не менш 356 осіб. Враховуючи, що кількість поховань становить 510, можна зробити висновок, що число похованих у Куропатах людей становить не менше 30 тисяч осіб.
Згідно з довідником «Беларусь», виданим 1995 року, кількість жертв становила до 100 тисяч осіб.
1998 року Генеральний прокурор Білорусі Олег Божелко на підставі нового розслідування 1997–1998 років, в ході якого проведено розкопки 23 передбачуваних місць поховань, і тільки в 9 з них виявлено людські останки, зробив заяву, що в Куропатах поховано не більше 7 тисяч осіб.
Професор Вроцлавського університету Здзислав Вінницький стверджує, що кількість жертв у Куропатах становить 250 тисяч осіб. Британський історик Норман Дейвіс відзначає, що жертв може бути навіть більше.

### Походження жертв
Про соціальне і національне походження розстріляних можна судити лише за результатами проведених досліджень.
З результатів розкопок 1988 року відомо, що всі поховані належали до цивільного населення. Поховані характеризуються різним побутовим рівнем, але більшість належали до нижчих демократичних верств населення (робітники, селяни, дрібні службовці, сільська інтелігенція). Серед похованих також виявлено представників інтелігенції та жінок.
Виявлено, що поховані походили з різних місць Білорусі. Значна частина були із Західної Білорусі, приєднаної до БРСР 1939 року. У певних досліджених могилах виявлено залишки одягу та взуття радянського виробництва, в інших — західного, також знайдено взуття виробництва балтійських країн. В одній з могил значна кількість взуття була саморобною.
Разом з тим підтверджено, що, крім білорусів, серед убитих у Куропати були також польські громадяни. В ході одного з досліджень у Куропатах виявлений чоловічий гребінець, з одного боку якого польською мовою було написано «Важкі хвилини ув'язненого. Мінськ 25 04.1940. Думка про вас доводить мене до сказу», а з іншого — «26 IV розплакався — важкий день».

## Назва

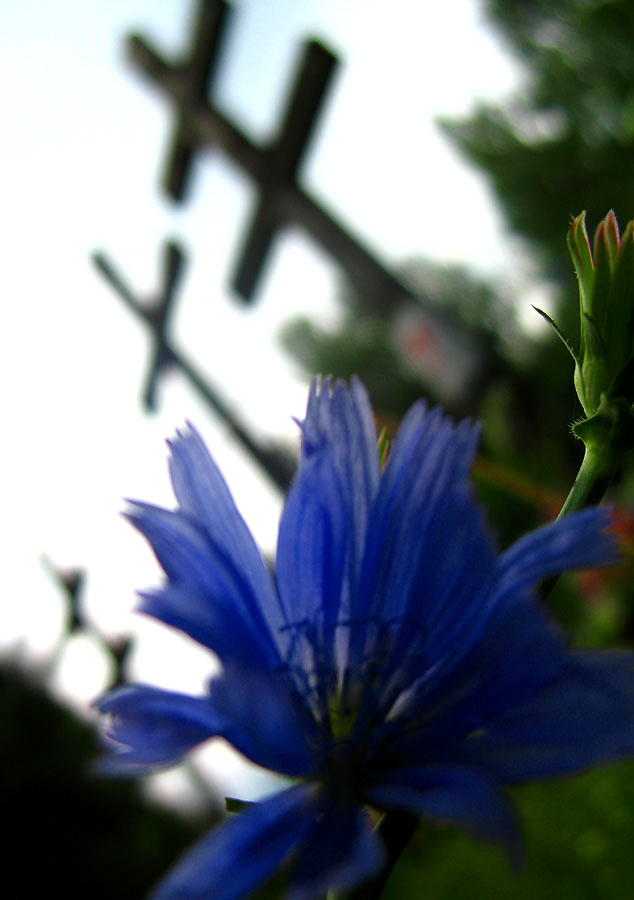
Квіти на тлі хрестів у Куропатах

Точних відомостей, звідки походить назва «Куропати», немає. До 1988 року на топографічних картах така назва відсутня, урочище називалося «Брід». Існує версія, що вже під час розстрілів Куропатами місцеві жителі називали невелику ділянку бору, який припадав на гірку. Ділянка була обнесена високим, не менш за 3 метри, парканом, по верху якого було пущено колючий дріт, а за самим парканом перебувала охорона зі собаками.
Зенон Позняк, який разом з Євгеном Шмигальовим написав статтю «Курапаты — дарога смерці», зазначає, що не думав, що цією назвою вводить нове слово в білоруську мову і новий термін у білоруську історію. Позняк зазначає, що почув це слово з вуст молодих хлопців, які пояснювали, що куропатами називаються білі весняні квіти, які ростуть у травні на могилах в урочищі. Зазвичай такі квіти в Білорусі називаються білими пролісками (біл. Белыя пралескі).
Згідно з іншою думкою, куропатами місцеві селяни називали польові квіти.

## Суспільний резонанс
1988 року в Куропатах пройшла масова антирадянська демонстрація і перша хода до місця поховань під гаслами осуду ідей сталінізму. Ходу розігнали внутрішні війська із застосуванням сльозогінного газу, що викликало обурення в суспільстві й підвищило увагу до Куропат.
|  | Людей почали розганяти, бити, арештовувати, труїти газом із портативних балончиків. Отруїли й Позняка, який ішов на чолі колони. Але Позняк не пішов геть. Він направив натовп на околицю і повів до Куропат. Однак і там шлях колоні перегородили війська. Тоді Позняк повернув усіх у поле. І в чистому полі під сніжком, який сипав із хмарного неба, відбулося богослужіння. Вгорі майорів біло-червоно-білий прапор, виступали оратори і серед них письменник Володимир Орлов. Василь Биков «Довга дорога додому» |

Відтоді щорічно проводяться ходи в Куропати з метою увічнення пам'яті жертв сталінських репресій.
На Діди 1989 року в Куропатах установлено семиметровий «Хрест Страждань». Куропати стали символом боротьби за незалежність Білорусі, проти комуністичної ідеології. Політизація проблеми стала однією з причин, що перешкоджають об'єктивному розслідуванню та оціненню доказів у цій справі.
1994 року урочище Куропати відвідав президент США Білл Клінтон і подарував меморіальний знак «Від народу США народу Білорусі в пам'ять» — гранітну лавку, яка пізніше отримала назву «лава Клінтона». Пам'ятник неодноразово руйнували невідомі вандали, але його щоразу відновлювали. Також Куропати відвідав президент Польщі Лех Валенса.

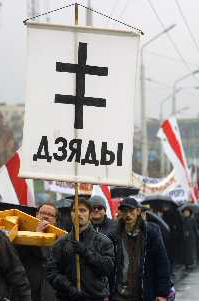
Хода до урочища Куропати. Учасники несуть дерев'яну каплицю (2002)

18 червня 1998 року Виконавчий комітет Мінського району своєю постановою прийняв землі від кільцевої дороги до дороги на Заславль під охорону, зобов'язав Державну автомобільну інспекцію (ДАІ) встановити заборонні знаки на дорогах в урочищі та доручив Боровлянському сільському виконкому доглядати за місцями поховань. Однак у 1999–2000 роках територію Куропат було занедбано: лісовий масив перетворився на місце відпочинку жителів прилеглих мінських мікрорайонів, могили поросли чагарником. Для запобігання небезпеці, що нависла над Куропатами, Зенон Позняк закликав до створення Народного Меморіалу та запропонував ідею Хресної ходи на Діди. Концепцію Меморіалу — технологію, кількість і розміщення хрестів — обговорювали в лютому-березні 2000 року. 2000 року відбулася перша Хресна хода, на яку було підготовлено 20 великих хрестів і багато менших. Це було початком меморіалізації Куропат, але деякий час після цього хрести ще не встановлювалися. 2001 року відбулася наступна Хресна хода зі встановленням багатьох хрестів і впорядкуванням території урочища й могил. Ідея Хресних ход набула популярності і відтоді їх стали проводити щорічно. В цілому до 2008 року в Куропатах встановлено понад півтисячі хрестів.
24 лютого 2002 року виконком Мінського району своїм протоколом виділив землю в охоронній смузі Куропат під каплицю Свято-Воскресенського приходу Мінська.
До ходи на Діди 2002 року художник Олексій Марочкін підготував ікону «Богоматері Куропатської всіх невинно розстріляних», яку освячено в Куропатах 2 листопада 2002 року. Оригінал ікони подаровано Червоному костелу, а на Діди 2003 року в Куропатах встановлено каплицю з репродукцією ікони матері Божої Куропатської. Каплицю зроблено за ескізом Олексія Марочкіна.
29 жовтня 2004 року в Куропатах відбулося урочисте відкриття пам'ятного знака від білоруських євреїв жертвам сталінізму. Меморіальний знак виготовлено з каменя, який колись був частиною пам'ятника Сталіну в Мінську.
Наприкінці 2008 року представники громадськості направили до Адміністрації президента і Рада Міністрів Білорусі лист із пропозицією внести урочище Куропати до Списку всесвітньої культурної і природної спадщини ЮНЕСКО. Лист підписали голова Білоруського добровільного товариства охорони пам'яток історії та культури Антон Остапович, голова Білоруської асоціації жертв політичних репресій Зінаїда Тарасевич та науковий керівник історико-культурної цінності «Куропати» Мая Кляшторна. У відповіді на лист Міністерство культури Білорусі відмовилося представити Куропати до внесення до Списку об'єктів всесвітньої спадщини ЮНЕСКО на підставі Конвенції ЮНЕСКО 2005 року. Антон Остапович зазначив, що Конвенція допускає включення до Списку всесвітньої спадщини об'єктів, які справили сильний вплив на історичний розвиток, яким і є Куропати.
У вересні 2010 року урочище відвідали 127 польських мотоциклістів в рамках пробігу «Катинський шлях», який проходив на територіях Литви, Білорусі, України та Росії. Разом із ними Куропати відвідали представники польського посольства і заступник міністра закордонних справ Білорусі Валерій Воронецький.

### Реконструкція МКАД

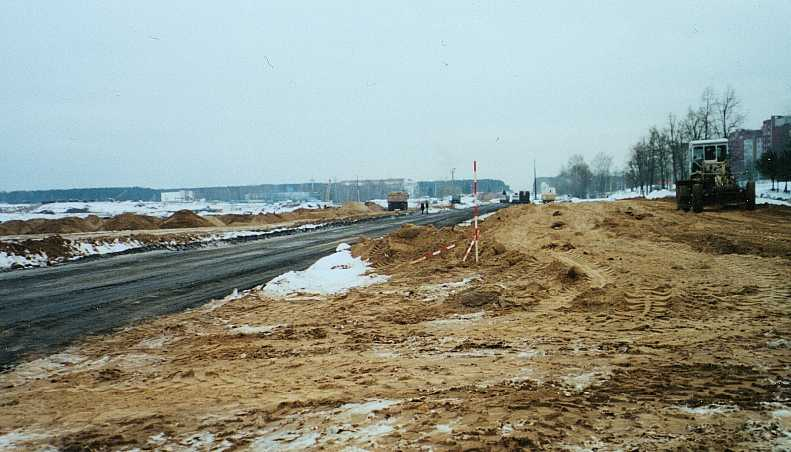
Будівництво МКАД через Куропати (2001)

Новий поштовх у темі Куропат стався на початку 2000-х років, коли було прийнято рішення про розширення Мінської кільцевої автомобільної дороги з двох смуг руху до шести, після чого ситуація в Куропатах загострилася. Варіант дороги в обхід Куропат згідно з проєктом 1993 року було відхилено. Взимку 2001–2002 року представники ряду демократичних об'єднань організовували мітинги та чергування в урочищі, перешкоджаючи дорожнім роботам і звинувачуючи владу в намірі провести автодорогу безпосередньо через поховання. Учасники акцій протесту намагалися не допустити пошкодження меморіалу будівельною технікою. Також існували свідчення, що Мінська кільцева автодорога від початку вже була побудована на місці поховань. Своєю чергою, учасників акцій протесту звинувачено у використанні теми Куропат у політичних цілях, на підставі результатів археологічних розкопок 1987, 1992 і 1998 років, а також висновків Інституту історії Національної академії наук Білорусі, які свідчили, що поховання розташовані обіч передбачуваного маршруту дороги й починаються за 75-80 метрів від фронту будівництва. На цій підставі в Куропатах час від часу відбувалися сутички учасників акції протесту і білоруських спецслужб.
В цілому охорона Куропат тривала від вересня 2001 до липня 2002 року. В урочищі встановлювалися нові хрести, почалися переговори, консультації. До теми Куропат було привернуто увагу міжнародної спільноти, ця проблема почала ширше висвітлюватися у пресі. В результаті Мінську кільцеву дорогу розширено в бік Куропат на кілька десятків метрів, але вона пішла інакше, ніж планувалося спочатку.

### Селище «Сонячний»
Наприкінці 2002 року Мінський районний виконавчий комітет відвів прилегле до Куропат поле під забудову котеджного селища під назвою «Сонячний» у безпосередній близькості від місць масових поховань. Будівельна компанія, відводячи землю, не замовляла проєкту охоронних зон навколо Куропат і без дозволу визначила межу охоронної зони за власним проєктом на відстані 80 метрів від Куропат, після чого було позначено межі будівництва та завезено будівельні матеріали. У зв'язку з цим будівництвом серед громадськості виникла хвиля обурення, представники проєктних інститутів самостійно розробили проєкт охоронних зон, який, після докладання зусиль громадськості, у травні 2003 року затвердила Науково-методична Рада при Комітеті охорони історичної спадщини та культурних цінностей. У квітні 2003 року голова Мінського облвиконкому Микола Домашкевич наказав Мінському райвиконкому розірвати договір на оренду землі під будівництво на території, прилеглій до Куропат. 28 квітня 2003 року виконком Мінської області постановою № 308 зобов'язав Дорожню ремонтно-будівельну управу № 113 (ДРБУ-113) відновити Куропати шляхом стягнення з товариства з додатковою відповідальністю «ВігЕўраБуд». 13 травня Виконком Мінського району постановою № 383 скасував договір з «ВігЕўраБуд'ом» про будівництво в Куропатах котеджів. У червні 2003 року будівництво зупинили, будівельний майданчик ліквідували, а всі матеріали вивезли. Землю навколо Куропат було законсервовано до визначення і затвердження Радою Міністрів Білорусі охоронної зони меморіалу.
Згідно з проєктом охоронних зон, розробленим 2002 року, ширина охоронної зони становила від 200 до 500 метрів навколо Куропат. 2004 року Міністерство культури Білорусі прийняло постанову під назвою «Про зони охорони матеріальної нерухомої історико-культурної цінності — Місце загибелі жертв політичних репресій 1930—1940 років в урочищі Куропати», яка скорочувала ширину захисної зони до 110—250 метрів. Скорочення охоронної зони пояснювалося відсутністю нормативного документа у справі меморіалізації Куропат.

### Будівництво бізнес-центру в охоронній зоні меморіалу
У лютому 2017 року журналісти Нашої ниви виявили, що біля Куропат скоротили охоронну зону, щоб на її місці побудувати бізнес-центр. Зміну меж затверджено постановою Міністерства культури № 70 від 1 грудня 2014 року. Будівництво бізнес-центру в колишній охоронній зоні Куропати почала компанія «Белреканструкция», замовник будівництва — компанія «Кіпреканструкция». За інформацією порталу 1863x.com, головний ініціатор згаданого будівництва біля Куропат — один з найбагатших людей Білорусі Ігор Онищенко. Місцеві жителі й активісти Молодого фронту намагалися зупинити будівництво. Активісти поставили намет. Станом на 21 лютого 2017 року протистояння активістів та будівельників тривало. До акції приєднався Алесь Логвинець. 22 лютого близько 13:00 міліція затримала активіста Молодого Фронту Павла Старовойтова. За інформацією лідера активістів Дмитра Дашкевича, співробітники міліції склали кілька адміністративних протоколів стосовно активістів за блокування будівельної техніки. Близько 3 години ночі на 23 лютого на активістів, які тримали вахту протесту на будівництві, напали півтора десятка невідомих у масках і з загостреними дерев'яними палицями. Нападники вигукували «Слава Росії!» і «Біла раса!». Найбільше постраждав від нападу Алесь Киркевич. Його вдарили дерев'яною битою по скроні, з голови йшла кров. Інші не мали серйозних пошкоджень. Активіст Юрій Лукашевич поїхав у міліцію писати заяву. Міліціонер, який був на майданчику вночі, відійшов за годину-дві до нападу, після бійки міліція приїхала, опитала активістів і поїхала. За інформацією одного з захисників табору Павла Виноградова, вранці табір біля будівництва відновлено. Також уранці на місце протесту приїхали голова Партії БНФ Олексій Янукевич і лідер «Молодого фронту» Дмитро Дашкевич. На 18.00 23 лютого було оголошено великі збори місцевих жителів проти будівництва. Павло Виноградов запевнив, що через напад зривати збори не будуть. На той момент на активістів склали 6 адміністративних протоколів. На вечір 23 лютого жителі зібрали 600 підписів під зверненням проти будівництва. Папір направили в прокуратуру і Палату представників. Табір протестувальників збільшився, стояло вже два намети. На зборах були присутні близько півсотні людей разом із журналістами. Серед присутніх — Павло Северинець, Дмитро Дашкевич, Алесь Киркевич, Алесь Логвинець, Олексій Янукевич, Антон Матолько. Активісти повідомили, що заяву в міліцію з приводу нічного нападу прийнято. На 18:15 зібралося вже близько сотні жителів. За словами Дмитра Дашкевича, захист Куропат від будівництва триватиме.

## Офіційна позиція

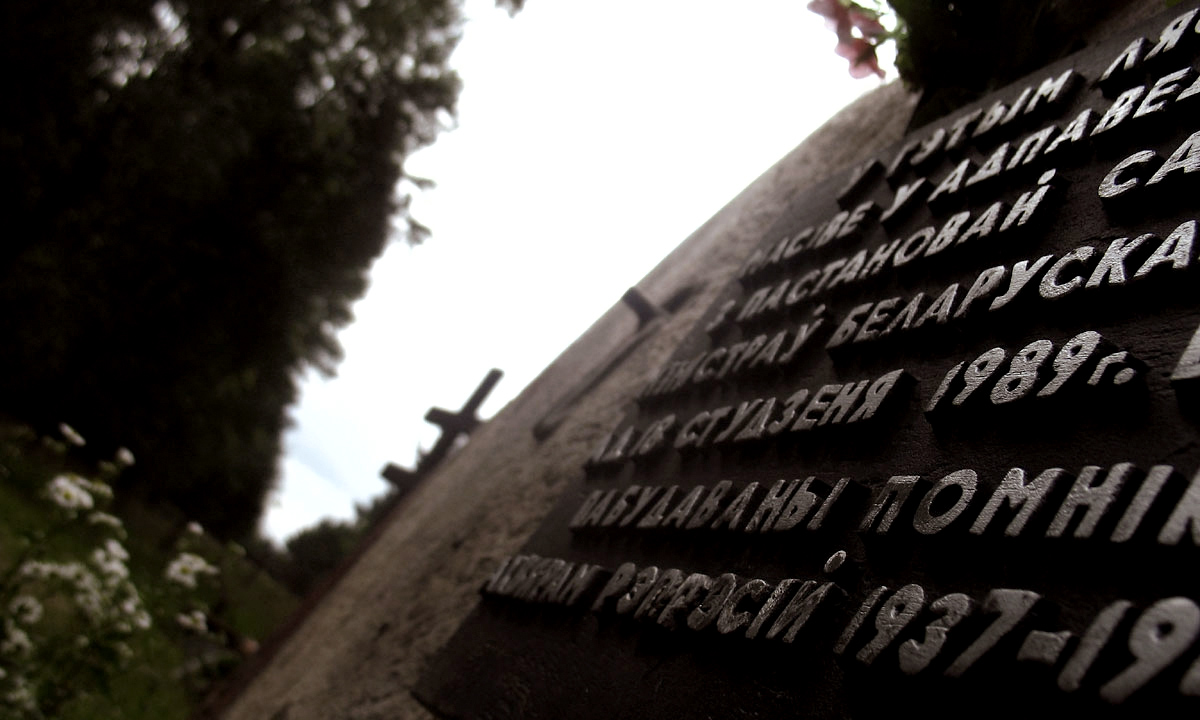
Відновлена пам'ятна дошка з текстом постанови Ради Міністрів БРСР 1989 року

18 січня 1989 року Рада Міністрів БРСР на підставі результатів роботи урядової комісії про факти масових розстрілів людей в урочищі під Мінськом прийняла постанову № 42, яка передбачала проведення відкритого конкурсу на пам'ятник жертвам масових репресій у Куропатах і його встановлення. Видавництву «Білоруська радянська енциклопедія» було рекомендовано підготувати спеціальне видання, присвячене жертвам сталінізму, а президії Академії наук БРСР організувати «всебічне вивчення причин і наслідків масових репресій». За словами Ігоря Кузнєцова, члена Міжнародного історико-просвітницького, благодійного та правозахисного товариства «Меморіал» і найбільш авторитетного в Білорусі дослідника радянського тоталітаризму, жодне з положень постанови Ради Міністрів БРСР від 1989 року станом на 2010 рік виконано не було.
30 листопада 1993 року Куропати внесено до Державного списку історико-культурних цінностей Республіки Білорусь як «Місце знищення жертв політичних репресій 30-40-х років XX століття в урочищі Куропати» і пам'ятка історії міжнародного значення.
2005 року громадські об'єднання «Діаріуш» і «Білоруська асоціація жертв політичних репресій», міжнародне громадське об'єднання «Білоруська перспектива» і міжнародне історико-просвітницьке, благодійне і правозахисне об'єднання «Меморіал» оголосили відкритий суспільний конкурс зі створення тексту для меморіального знака жертвам політичних репресій XX століття в Білорусі. У положенні про конкурс організатори наголошували, що держава демонструє повну байдужість до ситуації в Куропатах.

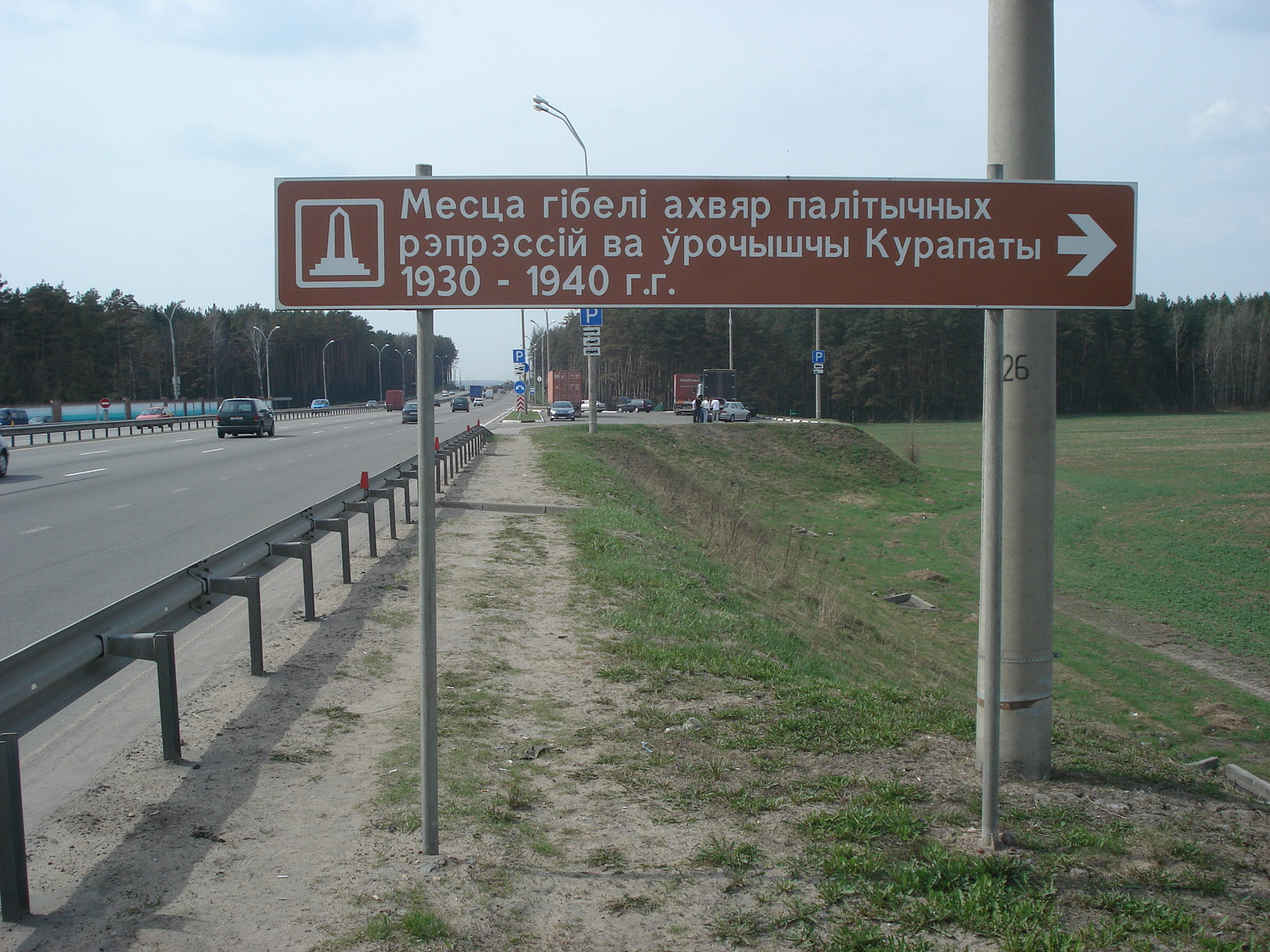
Придорожній вказівник на МКАД

2008 року на Мінській кільцевій автомобільній дорозі коло з'їзду в ,sr Куропат установленj придорожній вказівник: «Місце загибелі жертв політичних репресій в урочищі Куропати 1930-1940 років».
2009 року меморіальна секція Білоруського добровільного товариства охорони пам'яток історії та культури направила звернення до Ради Міністрів Білорусі з нагадуванням про необхідність виконання постанови Ради Міністрів БРСР. У відповіді на звернення директор Інституту історії Національної академії наук Білорусі, доктор історичних наук професор Олександр Каваленя відповів, що увічнення пам'яті жертв сталінізму — трагедія білоруського народу і всенародна справа, яка вимагає широкого обговорення та прийняття рішення на законодавчому рівні.
2009 року заступник голови Мінського міського виконавчого комітету Михайло Тітенков повідомив, що міська влада «вважають за можливе розглянути питання про створення пам'ятника жертвам політичних репресій та доброустрою урочища Куропати», однак тільки після того, як буде завершено створення меморіалу «Тростянець» і доброустрій колишнього Мінського братського військового кладовища Першої світової війни.
Восени 2009 року в газеті Адміністрації президента Білорусі «Советская Белоруссия» надруковано статтю «Куропати: мир під соснами», де урочище названо «кладовищем загальнонаціонального масштабу», а за пів року до цього — організовано «круглий стіл» із дискусією на тему Куропат. Історик Ігор Кузнєцов відзначив, що це важливий крок для громадськості, якого давно чекали, а на думку археолога Миколи Кривальцевича, проблема визнання-невизнання Куропат державою була політичною, але сам факт визнання вартий уваги.
Разом з тим, тема Куропат у підручниках, виданих у Білорусі в 2000-х роках, не згадувалася взагалі.
Як стало відомо в кінці липня 2010 року, в Куропатах звалилася пам'ятна табличка: дерев'яні стовпи, на яких вона стояла, згнили.

## Вандалізм

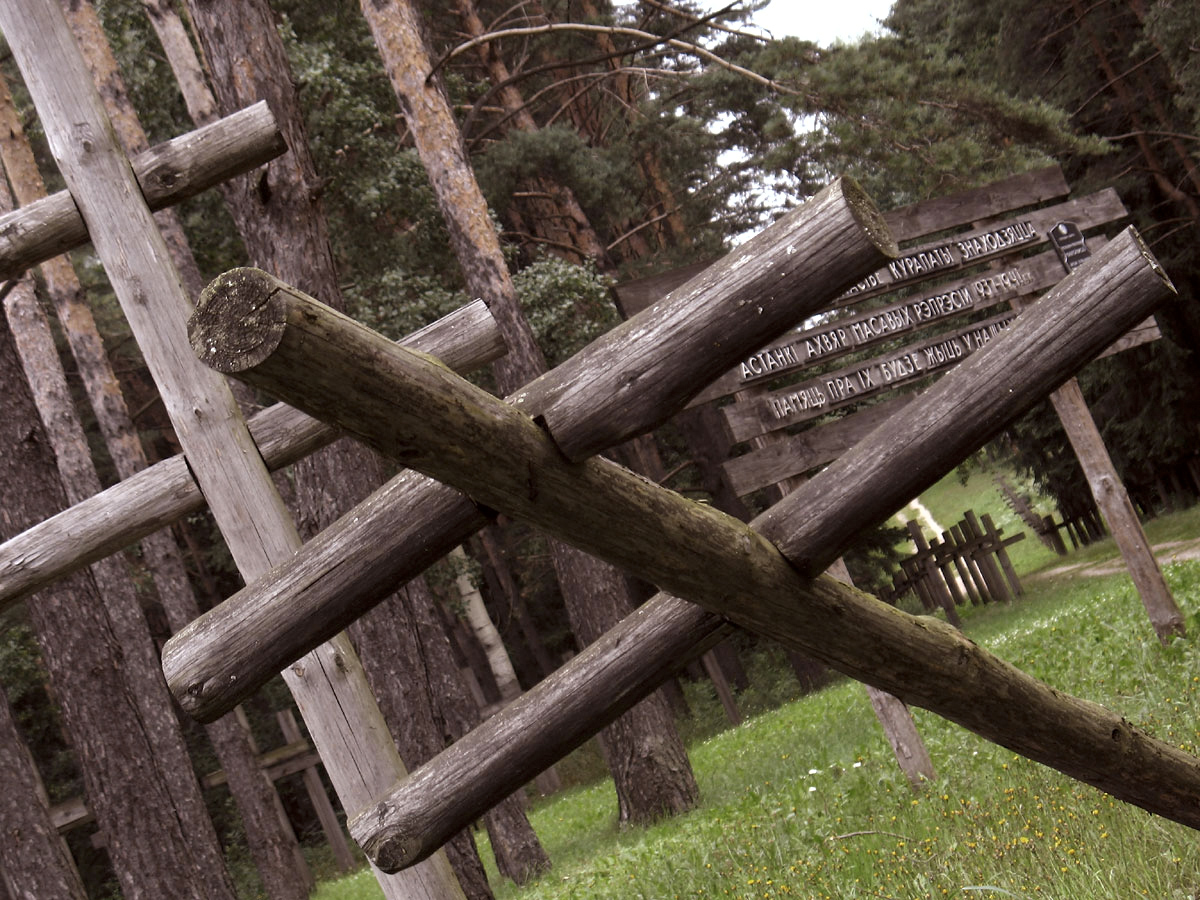
Нахилений хрест у Куропатах

Надання Куропатам статусу «історико-культурної цінності першої категорії» 1993 року було, серед іншого, вимушеним заходом захисту могил від грабіжників. Вже в листопаді 1994 року міністр внутрішніх справ Юрій Захаренко після отримання чергових повідомлень про розграбування поховань віддав наказ на здійснення необхідних заходів щодо урочища Куропати відповідно до вимог білоруського законодавства. Попри це, навесні 1995 року грабіжники розкопали понад 10 могил, а людські останки були розкидані навколо них. Восени 1998 року з могили були витягнуті кістки, перепоховані після ексгумації могил представниками слідчої комісії. У квітні 1999 року грабіжники розкопали 6 могил, у жовтні 1999 року — ще чотири. Деякі з могил розкопано до глибини 1,8 м на площі до 4-5 м². Поруч із могилами в піску лежали останки та фрагменти особистих речей розстріляних. Як зазначив археолог Микола Кривальцевич, характер розкопування могил свідчив про добре організовану й підготовлену акцію.

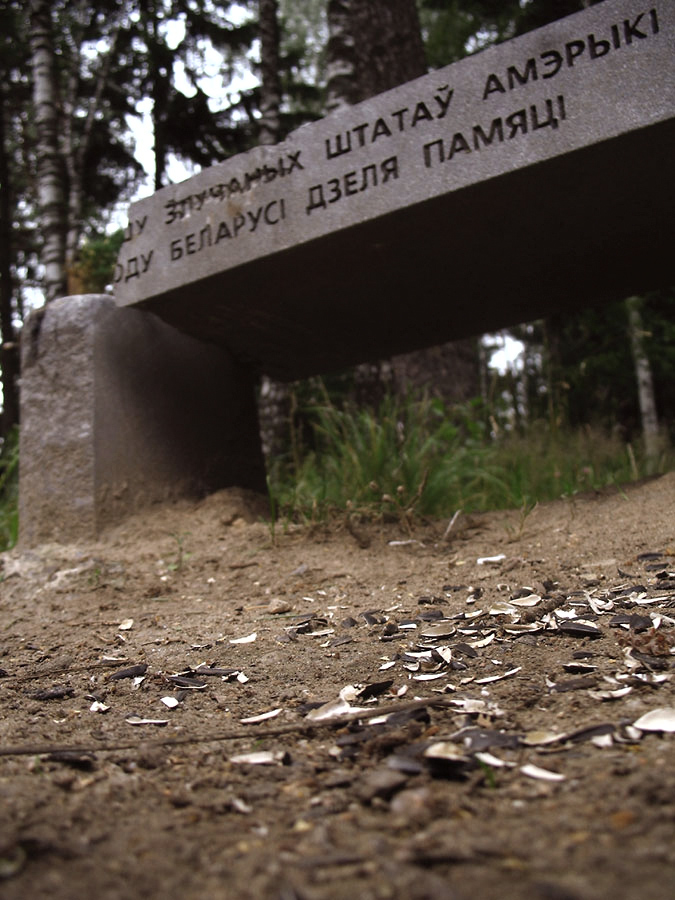
Пошкоджений меморіальний знак «Від народу США народу Білорусі в пам'ять»

Пам'ятні знаки та хрести в Куропатах невідомі пошкоджували десятки разів, причому значною мірою — з другої половини 1990-х років: до тих пір випадки вандалізму були одиничними. За фактами знищення пам'ятних хрестів тричі заводили кримінальні справи, але за ними нікого так і не покарано.
Наприкінці 1990-х років зламано металеву табличку з написом «Мученикам Білорусі» на Хресті Страждання. У травні 2003 року в Куропатах зламано 10 хрестів. 2004 року з закладного каменя знято пам'ятну дошку з рішенням Ради Міністрів БРСР про необхідність створення пам'ятника в Куропатах. Дошку відновлено восени 2005 року, але через тиждень вона зникла знову. Вчергове пам'ятну дошку з текстом постанови відновлено стараннями громадськості 2007 року.
У грудні 2005 року невідомі двічі оскверняли свастикою і сатанинськими написами куропатські хрести, пам'ятник загиблим в урочищі євреям і зображення Богоматері Куропатської.
2007 року повалено хрест «Мученикам Білорусі». У квітні 2007 року зламано 6 хрестів і кілька пошкоджено. У жовтні 2007 року «Хрест страждання», встановлений 1989 року, знищено. Під час ходи Діди 2007 року «Хрест Страждання» відновлено. У березні 2008 року невідомі зламали 36 хрестів. Навесні 2009 року в Куропатах розкопано дві могили: з ями на поверхню викинуто людські кістки та старі речі. У квітні 2009 року зламано ще 6 хрестів У грудні 2009 року невідомі зламали кілька хрестів, у тому числі хрест-каплицю з копією ікони Матері Божої Куропатської.
Станом на 2009 рік меморіальна «лава Клінтона» (пам'ятний знак «Від народу США народу Білорусі в пам'ять»), встановлена 1994 року, дванадцять разів потерпала від вандалізму. З цього приводу посольство США в Білорусі виступило зі спеціальною заявою.
У листопаді 2010 року в Куропатах зламано 38 хрестів. За даним фактом порушено кримінальну справу за статтею «Хуліганство» Кримінального кодексу Республіки Білорусь.
Попри часті акти вандалізму в урочищі Куропати, до активного пошуку правоохоронними органами злочинців справа зазвичай не доходить. Тільки одного разу в листопаді 2008 року активістам Консервативно-християнської партії БНФ вдалося зловити 2 неповнолітніх вандалів і передати міліції. Було заведено кримінальну справу, але реально їх не покарали: статтю Кримінального кодексу «Осквернення історико-культурних цінностей» перекваліфікували в «Злісне хуліганство», внаслідок чого обвинувачені потрапили під амністію. Це був перший випадок, коли слідство висунуло звинувачення конкретним особам за фактом учинення актів вандалізму в Куропатах.
Для відновлення меморіального комплексу в урочищі традиційно влаштовуються толоки: люди прибирають і впорядковують територію, ремонтують хрести.

## Географічне місце
Урочище Куропати лежить безпосередньо за Мінською кільцевою дорогою на північ від центру міста (52-й км МКАД). Адміністративно Куропати належать до території Боровлянської сільради Мінського району.
З Мінська в Куропати можна потрапити від ДС «Зелений Луг» (зупинка автобусів 13, 13д, 24, 87, 109а; тролейбусів 1, 46, 53), перейшовши через перехід під МКАД, розташований 500 м на північний захід від диспетчерської станції; від виставкового центру «Експобел», розташованого за 700 м на південний схід від урочища; або на автобусах 109, 109а, 109в (зупинка «Куропати») з ДС «Карбишева».
Куропати лежать приблизно на відстані 1,2 км на північний схід від Цнянського водосховища. Потрапити в урочище можна через один з декількох підземних переходів під Мінською кільцевою дорогою.

## Посвяти
1990 року композитор Кім Тесаков створив симфонію № 4 «Куропати».
30 липня 2004 Виконком Мінська постановою № 1520 перейменував вулицю Бузкову (Цна) в Куропатську, але менш ніж за рік це рішення було скасовано.

## Галерея

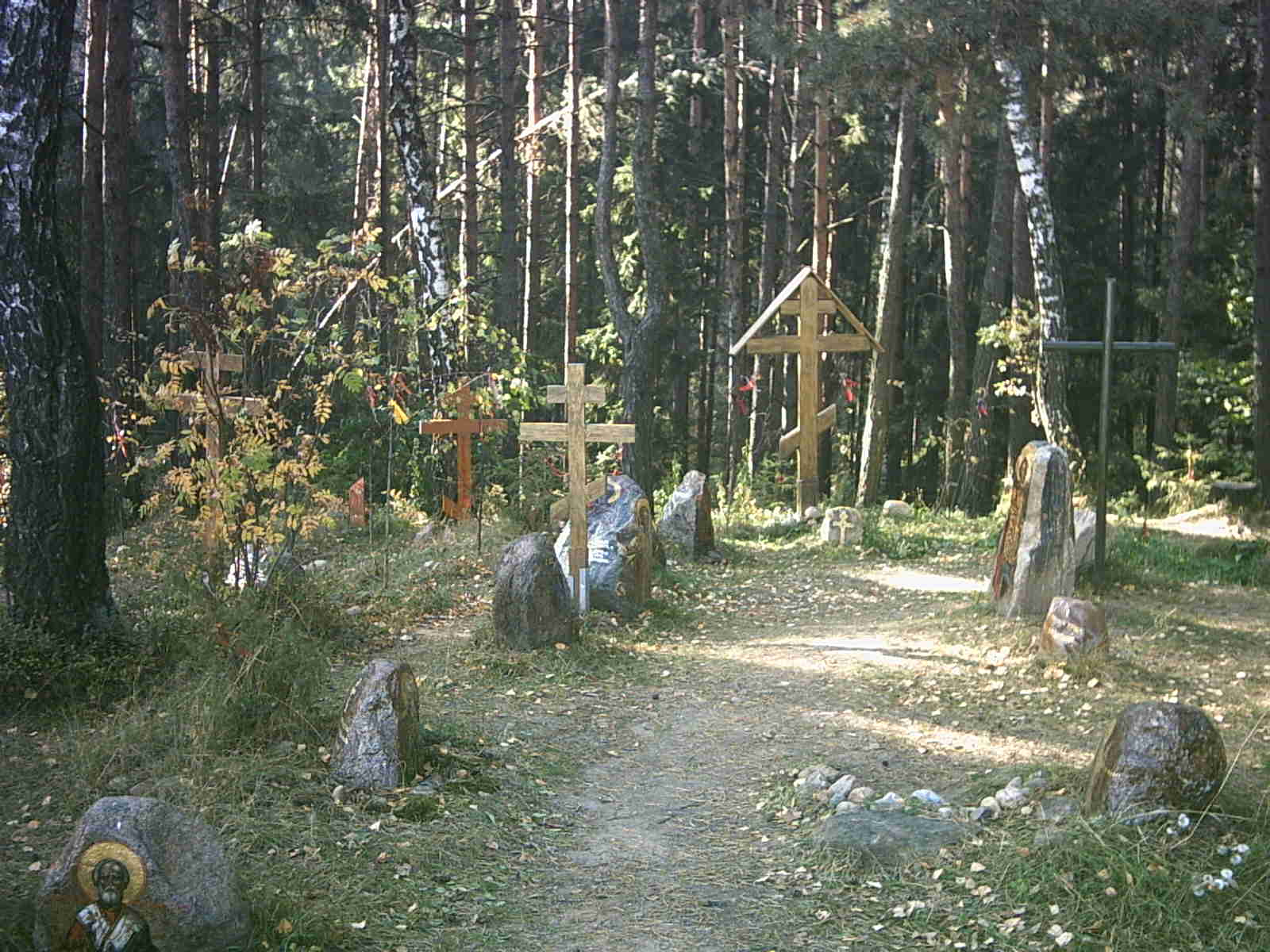
Урочище Куропати
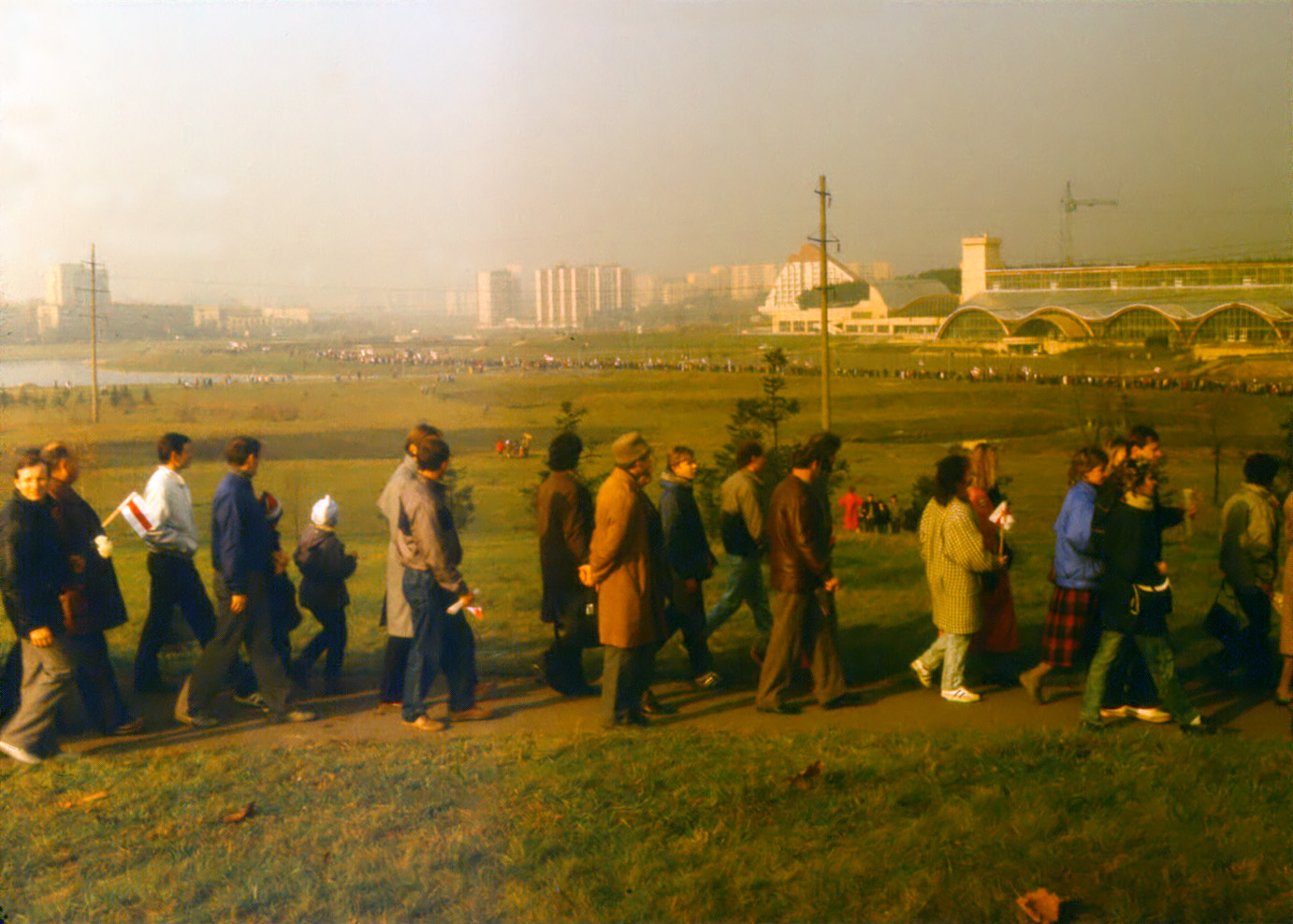
Діди-1989 (вул. Калиновського)
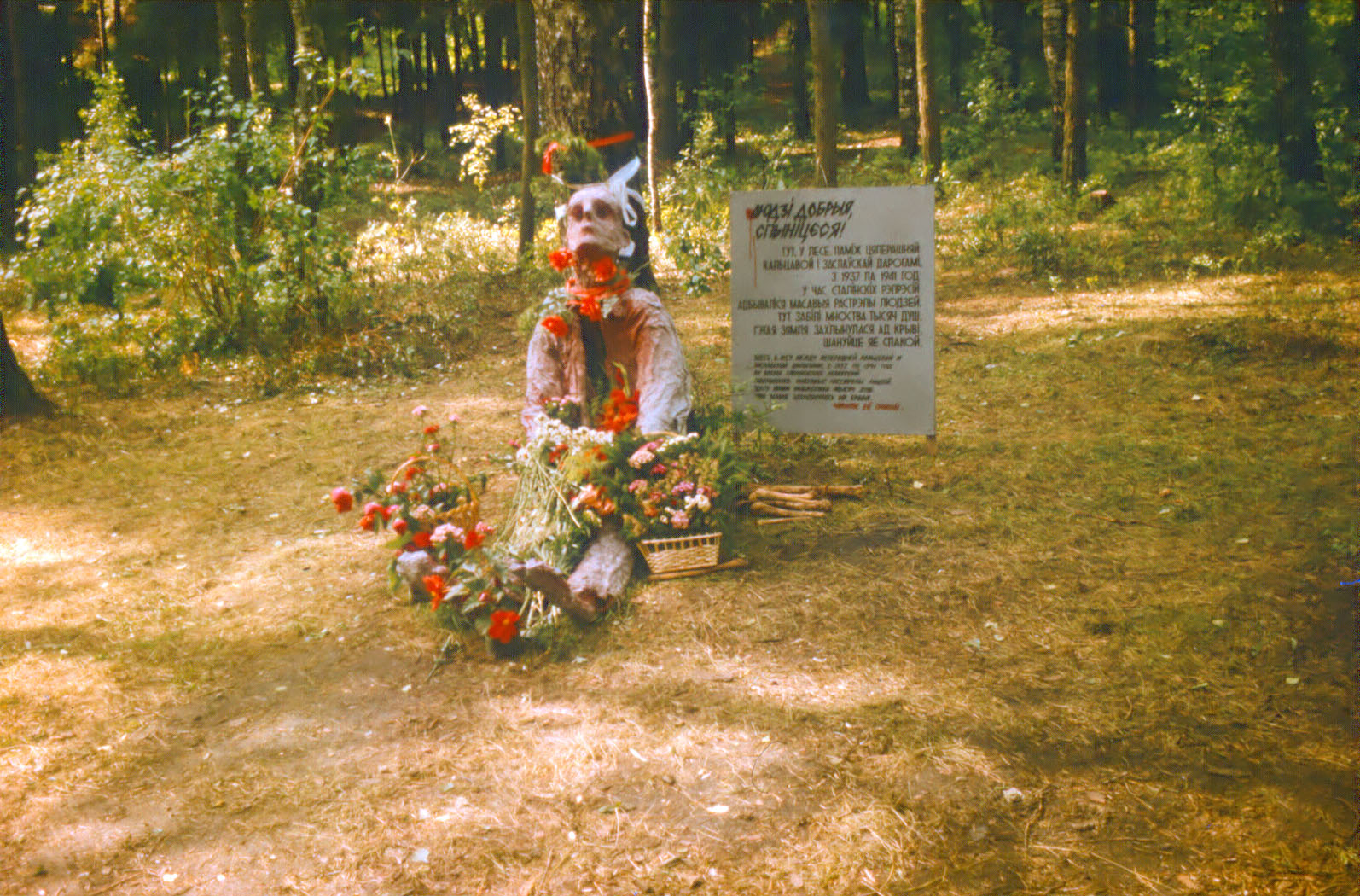
Куропати (1989)
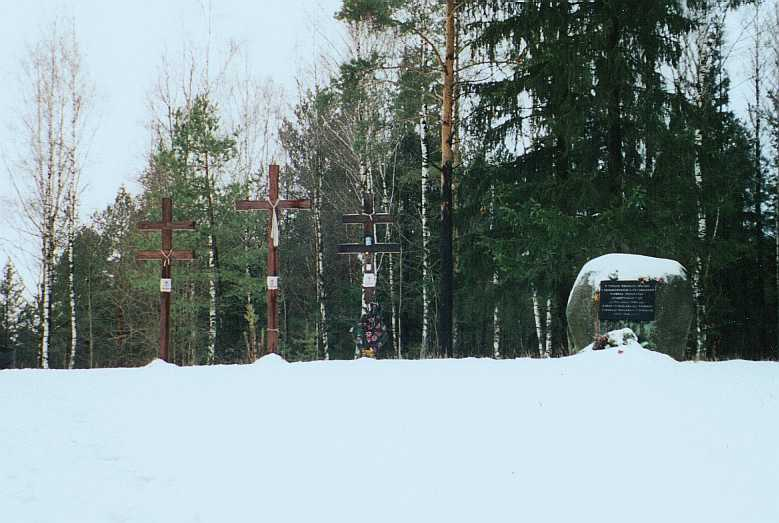
Хрести та меморіальний камінь у Куропатах (2000)
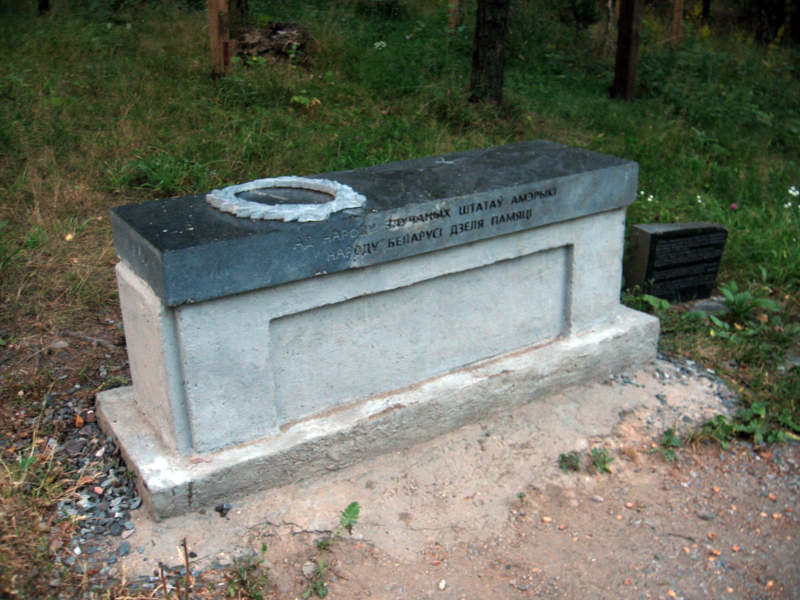
«Лава Клінтона»
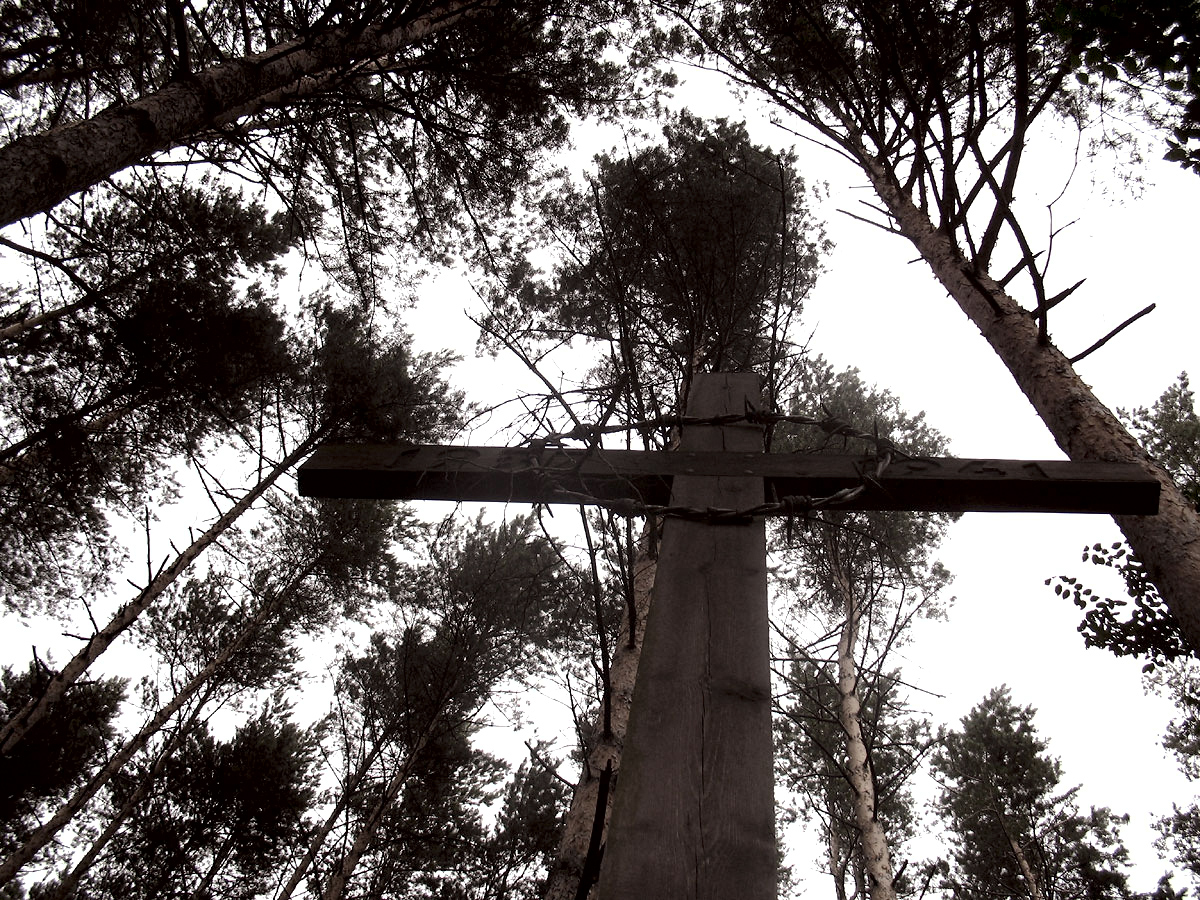
Хрест Страждань
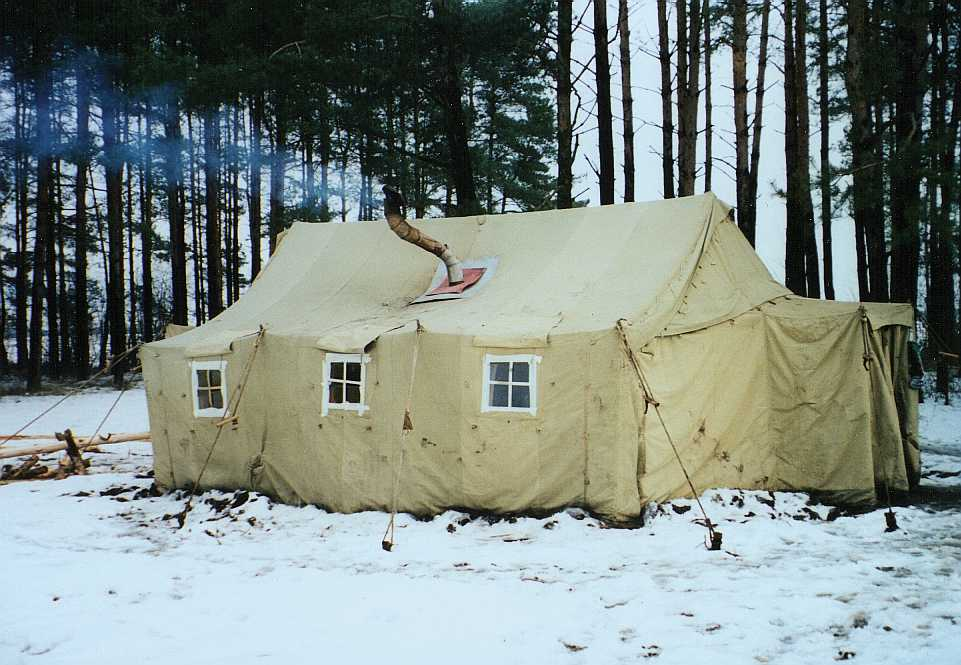
Намет учасників акції протесту (2001)
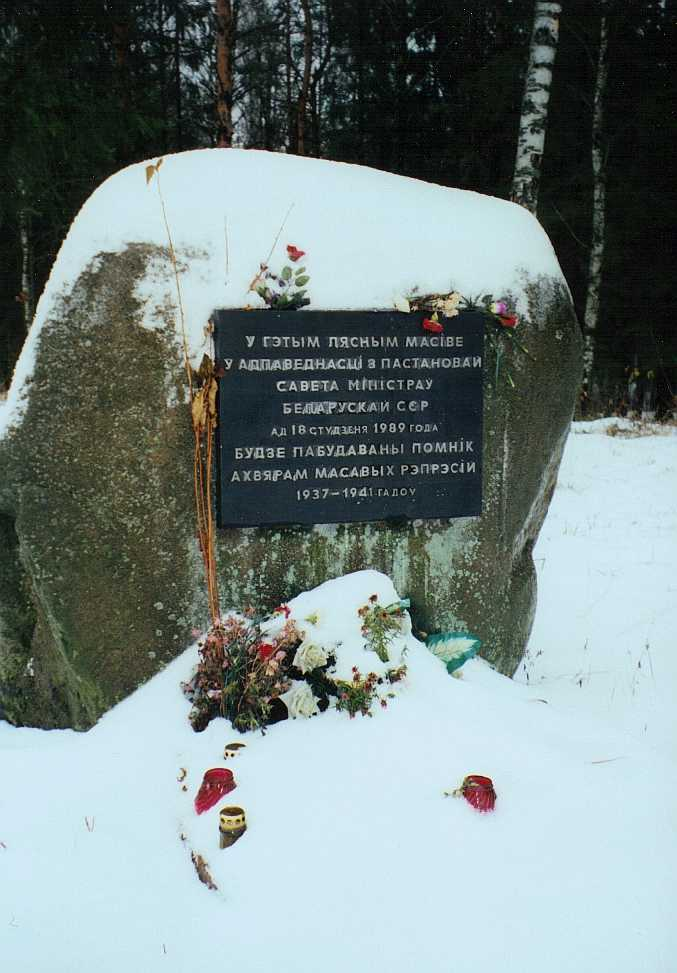
Меморіальний камінь (2001)